# Onthophagus solmani
Onthophagus solmani är en skalbaggsart som beskrevs av Zdzisława Stebnicka 1975. Onthophagus solmani ingår i släktet Onthophagus och familjen bladhorningar. Inga underarter finns listade i Catalogue of Life.